# Jos Poortmans
Peter Jozef Jos Poortmans (Morkhoven, 19 mei 1914 - Herentals, 11 maart 2005) was een Belgisch politicus voor de PVV.

## Levensloop
Poortmans studeerde aan het Sint-Jozefcollege in Herentals en vervolgens aan de onderofficierenschool. Hij was beroepsmilitair, mits een korte onderbreking in 1937-1938 tot mei 1940. Vervolgens ging hij aan de slag als conducteur van de werken bij Union Minière. Hij trouwde met Jeanne Willekens en was actief in het Verzet. Tussen 1940 en 1944 was hij verbindingsofficier voor het Geheim Leger. Na het einde van de oorlogsactiviteiten werd hij opnieuw actief in de Molse vestiging van Union Minière 
Na de bevrijding kwam hij op met de kieslijst Olense Gemeentebelangen (OGB), met een liberale signatuur. Zijn lijst behaalde vijf van de elf zetels, wat het begin betekende van zijn gemeentelijk mandaat. In 1965 werd hij schepen en in 1970 burgemeester van Olen, wat hij bleef tot in 1982. Poortmans werd van 1968 tot 1971 provincieraadslid van Antwerpen, als verkozene voor de PVV. Van 1971 tot 1974 en van 1977 tot 1978 was hij lid van de Kamer van volksvertegenwoordigers voor het arrondissement Turnhout en van 1974 tot 1977 zetelde hij in de Senaat als provinciaal senator voor Antwerpen. In de periode december 1971-december 1978 had hij als gevolg van het toen bestaande dubbelmandaat ook zitting in de Cultuurraad voor de Nederlandse Cultuurgemeenschap, die op 7 december 1971 werd geïnstalleerd en de verre voorloper is van het Vlaams Parlement.
Zijn kleindochter Muriel Poortmans was eveneens politiek actief. Ze was onder meer voorzitster van het OCMW te Herentals.